# برنارد ر. هابارد
برنارد ر. هابارد (بالإنجليزية: Bernard R. Hubbard)‏ هو جيولوجي أمريكي، ولد في 24 نوفمبر 1888 في سان فرانسيسكو في الولايات المتحدة، وتوفي في 28 مايو 1962 في سانتا كلارا في الولايات المتحدة.

## وصلات خارجية
- برنارد ر. هابارد على موقع IMDb (الإنجليزية)